# Ahmed Sékou Touré
Ahmed Sékou Touré (Faranah, 9 de enero de 1922-Cleveland, 26 de marzo de 1984) fue un líder político guineano y uno de los principales impulsores de la independencia de su país, antigua colonia de Francia. Fue presidente del país desde su independencia en 1958 hasta su muerte. Su pronto fallecimiento dio luz verde al coronel Lansana Conté, quien orquestó un golpe de Estado y encarceló a varios miembros del círculo personal de Sékou Touré.

## Inicios en la política
Touré nació dentro de una empobrecida familia rural en el oeste de Guinea, entonces colonia del África Occidental Francesa. Su fecha exacta de nacimiento nunca ha sido constatada completamente, pues algunos indican que realmente nació en 1918 en la villa de Faranah, pero generalmente se acepta como su fecha de nacimiento el 9 de enero de 1922. Su familia pertenecía a la etnia mandinka. 
Debido a la pobreza de su familia, Touré debió dedicarse a trabajar desde muy joven, y para ello ingresó en la administración postal colonial de Guinea, donde organizó en 1945 el primer sindicato de este grupo laboral. También en esa época Touré empezó a estudiar a los autores clásicos del comunismo, leyendo obras de Karl Marx y Lenin. 
Touré se involucró activamente en la política pese a su juventud, dirigiendo el sindicato de trabajadores de correos y telégrafos como secretario general. Gracias a este puesto se hizo conocido en los círculos independentistas guineanos y en 1952 se convirtió en líder del Partido Democrático de Guinea, la rama local del Rassemblement Démocratique Africain (o Movimiento Democrático Africano), una organización muy difundida en las colonias francófonas de África y que reclamaba públicamente la total independencia de éstas. La década de 1950 fue de gran efervescencia africana en pro de la descolonización, y gracias a ello Touré fundó en 1956 la Union Générale des Travailleurs d'Afrique Noire (Unión General de Trabajadores del África Negra o UGTAN), primer sindicato general fundado en el África Occidental Francesa, relacionándose con miembros del Partido Comunista Francés y de la CGT (Conféderation Générale des Travailleurs) francesa. Durante este periodo Touré colaboró con Félix Houphouët-Boigny, que años después sería presidente de Costa de Marfil. Ese mismo año Touré, ya siendo muy conocido, fue elegido alcalde de Conakri, así como diputado por Guinea en la Asamblea Nacional de Francia, puestos que aprovechó para reclamar la independencia de Guinea y cuestionar severamente al gobierno colonial francés. 
Gracias a los puestos obtenidos, Touré actuó por un tiempo como representante en Francia de grupos políticos africanos deseosos de negociar con la metrópoli los términos de independencia para las colonias francesas en África. 
Francia ya había concedido un elevado grado de autogobierno a sus colonias del África Occidental Francesa, hacia 1957 quedaban en manos de la metrópoli solo las relaciones exteriores y la defensa externa, con el fin que dichas colonias accedieran a la independencia pero se mantuvieran dentro de la Unión Francesa, para preservar así los vínculos políticos, culturales y económicos entre las excolonias (y también los de éstas con Francia). En 1958 Touré y el PDG hicieron campaña en el referéndum auspiciado por París para sus colonias subsaharianas, reclamando votos para el "no" a la integración de Guinea en la Unión Francesa, en tanto Touré opinaba que la opción del "sí" impedía una verdadera independencia de su país. 
La única colonia francesa donde triunfó la opción del "no" fue precisamente Guinea, la cual abandonó entonces la Unión Francesa y proclamó la total independencia en 1958, con Touré como primer presidente. Este evento ayudó a que Guinea fuese totalmente independiente antes que el resto del África francófona, la cual empezó a independizarse realmente solo a partir de 1960. La elección guineana causó primero sorpresa y luego enfado en París, al punto que los últimos funcionarios franceses en Guinea se retiraron abruptamente abandonando sus puestos sin esperar su reemplazo local, dañando la infraestructura, se llevaron a Francia archivos públicos y rompieron los lazos políticos y económicos con el país.

## Presidente de Guinea
Una vez iniciado su gobierno, Touré tuvo escasa oposición, pero esta creció lentamente debido a sus métodos represivos contra quienes criticaban su régimen, creando campos de prisioneros para tal fin, calculándose las víctimas de la represión política en varios miles de personas, ya sea por las malas condiciones de vida de los prisioneros o las ejecuciones de enemigos políticos. Prácticamente durante toda la existencia del régimen, Touré mantuvo una situación de efectiva dictadura, sin libertad de prensa y sin permitir oposición política de ninguna forma.
Aporta una ayuda financiera al Congreso Nacional Africano de Nelson Mandela en 1962.
Maurice Robert, jefe del sector africano en los servicios de inteligencia franceses (SDECE) de 1958 a 1968, explica que: "Tuvimos que desestabilizar a Sekou Touré, hacerlo vulnerable, impopular y facilitar la toma del poder por la oposición. (...) Una operación de esta envergadura implica varias fases: la recogida y el análisis de la información, la elaboración de un plan de acción basado en esta información, el estudio y la aplicación de medios logísticos, y la adopción de medidas para aplicar el plan. (...) Con la ayuda de refugiados guineanos exiliados en Senegal, también hemos organizado maquis de la oposición en Fouta-Djalon. La supervisión estuvo a cargo de expertos franceses en operaciones clandestinas. Hemos armado y entrenado a estos opositores guineanos para desarrollar un clima de inseguridad en Guinea y, si es posible, para derrocar a Sékou Touré. (...) Entre estas acciones desestabilizadoras, puedo mencionar la operación "Persil", por ejemplo, que consistió en introducir en el país una gran cantidad de billetes de banco guineanos falsificados con el fin de desequilibrar la economía. »
Entre 1965 y 1975 Touré suprimió las relaciones políticas, económicas y culturales de Guinea con Francia, en revancha por la conducta de los franceses al momento de la independencia guineana[cita requerida]. No obstante, Touré mantuvo muy buenas relaciones con la URSS y los países del Pacto de Varsovia, alegando que los países africanos debían cortar relaciones con sus antiguas potencias colonizadoras debido al perjuicio sufrido por los pueblos africanos como resultado de la colonización, y tomar como modelo el rápido desarrollo industrial de los países del bloque socialista[cita requerida]. 
Si bien otros países africanos también mostraban simpatías hacia el mundo socialista, tampoco estaban dispuestos a cortar radicalmente sus vínculos con las antiguas potencias colonizadoras, por lo cual las posturas del Gobierno guineano fueron formalmente respetadas pero nunca imitadas por otros líderes africanos, para decepción del propio Touré[cita requerida]. Diversos movimientos panafricanistas y anticolonialistas manifestaban su admiración hacia Touré, pero en la práctica muchos otros líderes se abstuvieron de seguir sus políticas[cita requerida]. 
En política exterior, Touré orientó la política guineana para apoyar a diversos movimientos armados que luchaban aún contra la colonización europea, ayudando preferentemente a los rebeldes que luchaban contra el gobierno colonial portugués en la vecina Guinea-Bissau. Por esta acción, tropas portuguesas lanzaron un ataque aéreo contra Conakri en 1970 a modo de represalia. Con EE. UU. las relaciones se mantuvieron a un nivel de indiferencia respecto al ejecutivo del republicano Dwight Eisenhower, pero Touré cambió de parecer ante el gobierno de John F. Kennedy, a quien consideraba un potencial aliado (al extremo que ante una masiva huelga de trabajadores guineanos en 1962, Touré acusó a la URSS de provocar tales tensiones internas). Tras la muerte de Kennedy, las relaciones con EE. UU. se deterioraron fuertemente hasta 1978.
El primer aliado político externo de Touré fue Kwame Nkrumah, presidente de Ghana, junto con Modibo Keïta, presidente de Malí. Nkrumah y Touré crearon el Partido Popular Revolucionario Panafricano con moderado éxito. Cuando Nkrumah fue derrocado en 1966 por un incruento[cita requerida] golpe de Estado, Touré le ofreció inmediato asilo en Guinea. 
Touré renunció al marxismo en 1978 y restableció relaciones con Francia, recibiendo a Valéry Giscard d'Estaing ese mismo año y estableciendo relaciones comerciales con EE. UU. y Europa Occidental[cita requerida]. 
Hasta la fecha, se estima que durante el régimen de Ahmed Sékou Touré fueron asesinadas más de 10 000 personas, especialmente en el Campo Boiro.
Touré convocó elecciones en 1982, las ganó y el régimen continuó siendo unipartidista[cita requerida]. Falleció en la ciudad estadounidense de Cleveland en 1984, como resultado de una dolencia cardíaca.